# Nancy Lee Grahn
Nancy Lee Grahn (Evanston, 28 de abril de 1956) é uma atriz estadunidense conhecida por ter interpretado Julia Wainwright Capwell em Santa Barbara (1985-1993) e Alexis Davis em Hospital Geral (desde 1996).  

## Carreira
Grahn fez várias aparições em programas de televisão, incluindo Little House on the Prairie, Murder, She Wrote, Magnum, P.I., Diagnosis: Murder, Perry Mason, The Incredible Hulk, Knight Rider e Babylon 5. Ela também teve um papel recorrente como Denise Fielding em Melrose Place, e como Connie Dahlgren em Murder One, e Principal Russell em 7th Heaven.
Seus trabalhos mais conhecidos no entanto foram em soap operas diurnas. Seu primeiro papel foi como Beverly Wilkes, secretária de Marco Dane em One Life to Live da ABC de 1978 a 1982. Em 1985, foi escalada para o papel da advogada Julia Wainwright Capwell, na extinta série Santa Barbara. Fora das telas, Grahn esteve brevemente envolvimento com o ator Lane Davies;o conflito sobre suas histórias levou à saída de Davies da série. O desempenho de Grahn lhe rendeu um Prêmio Daytime Emmy de Melhor Atriz Coadjuvante em 1989.
Em 1996, foi escalada como Alexis Davis em General Hospital, onde venceu novamente o Emmy na categoria Melhor Atriz Coadjuvante em 2012. Em julho de 2010, Grahn renovou com o General Hospital por mais quatro anos no programa.